# Voodoo (D'Angelo)
| Recensione | Giudizio |
| ---------- | -------- |
| AllMusic   |          |

Voodoo è il secondo album in studio del cantante statunitense D'Angelo, pubblicato il 25 gennaio 2000 dalla Virgin Records e dalla Cheeba Sound.

## Descrizione
Le registrazioni del disco sono state effettuate nel periodo 1998-1999 presso gli Electric Lady Studios di New York in collaborazione con diversi produttori. Ben cinque brani sono stati estratti dal disco e pubblicati come singoli: Devil's Pie (ottobre 1998), Left & Right (ottobre 1999), Untitled (How Does It Feel) (gennaio 2000), Send It On (marzo 2000) e Feel Like Makin' Love (aprile 2000). L'album ha raggiunto la posizione #1 della classifica Billboard 200 ed è stato certificato disco di platino (oltre 1 milione di copie vendute) dalla RIAA.

## Tracce
1. Playa Playa – 7:07 (Michael Archer, Angie Stone, Ahmir Thompson)
2. Devil's Pie – 5:21 (Michael Archer, Christopher Edward Martin)
3. Left & Right (feat. Method Man & Redman) – 4:46 (Michael Archer, Kamaal Fareed, Reggie Noble, Clifford Smith)
4. The Line – 5:15 (Michael Archer)
5. Send It On – 5:57 (Michael Archer, Luther Archer, Angie Stone)
6. Chicken Grease – 4:36 (Michael Archer, James Poyser, Ahmir Thompson)
7. One Mo'Gin – 6:15 (Michael Archer)
8. The Root – 6:33 (Michael Archer, Luther Archer, Charlie Hunter)
9. Spanish Joint – 5:44 (Michael Archer, Roy Hargrove)
10. Feel Like Makin' Love – 6:22 (Eugene McDaniels)
11. Greatdayindamornin' / Booty – 7:35 (Michael Archer, Charlie Hunter, Angie Stone, Ahmir Thompson)
12. Untitled (How Does It Feel) – 7:10 (Michael Archer, Raphael Saadiq)
13. Africa – 6:13 (Michael Archer, Luther Archer, Angie Stone, Ahmir Thompson)

## Classifiche

### Classifiche settimanali
| Classifica (2000) | Posizione massima |
| ----------------- | ----------------- |
| Canada            | 7                 |
| Francia           | 57                |
| Germania          | 68                |
| Norvegia          | 9                 |
| Nuova Zelanda     | 10                |
| Paesi Bassi       | 38                |
| Regno Unito       | 21                |
| Stati Uniti       | 1                 |
| Svezia            | 13                |
| Svizzera          | 42                |

### Classifiche di fine anno
| Classifica (2000) | Posizione |
| ----------------- | --------- |
| Stati Uniti       | 49        |